# Котчино (Новгородская область)
Котчино — деревня в Окуловском муниципальном районе Новгородской области относится к Турбинному сельскому поселению.

## Географическое положение
Деревня Котчино находится на восточном побережье озера Боровно, в 4 км к северу от административного центра сельского поселения — деревни Мельница, в 21 км к юго-западу от города Окуловка.
Деревня Котчино расположена на Валдайской возвышенности, на высоте 167 м над уровнем моря, на территории северной части Валдайского национального парка.

## История
В XV—XVII вв. деревня Катышино находилась в Ситенском погосте Деревской пятины Новгородской земли.
В 1495 деревней Катышино владел Гордей Семёнович Сарыхозин, а жил в ней его человек Матвей.
В середине XVI века деревней владел помещик Василий Иванович Шадрин.
В 1773—1927 деревня Котчино находилась в Валдайском уезде Новгородской губернии. С начала XIX века до 1918 и в 1919—1924 относилась к Боровенской волости Валдайского уезда.
Деревня Котчино отмечена на специальной карте Западной части России Шуберта 1826—1840 годов.
В 1908 в деревне Котчино было 15 дворов с 23 домами и населением 57 человек.
В 1927—1959 деревня Котчино — в составе Перевозского сельсовета Окуловского района.
В 1959 Перевозский сельсовет был упразднён, а Котчино перешло в административное подчинение Окуловскому поселковому Совету.
В 1962 был образован крупный Окуловский сельский район, а в 1963 административный Окуловский район был упразднён. В 1963 из Окуловского поселкового Совета, который вошёл в Маловишерский промышленный район, Котчино было передано в состав Варгусовского сельсовета Окуловского сельского района. Центр сельсовета был перенесён из деревни Варгусово в деревню Окуловка. В 1965 сельские районы были преобразованы вновь в административные районы, и Варгусовский сельсовет и деревня Котчино — вновь в Окуловском районе.
В соответствие решению Новгородского облисполкома № 82 от 11 февраля 1982 года Варгусовский сельсовет был упразднён, а Котчино вошло в состав Турбинного сельсовета.
По результатам муниципальной реформы деревня входит в состав муниципального образования Турбинное сельское поселение Окуловского муниципального района (местное самоуправление), по административно-территориальному устройству подчинена администрации Турбинного сельского поселения Окуловского района.

## Население
| 2002 | 2009 | 2010 | 2011 |
| ---- | ---- | ---- | ---- |
| 5    | ↘1   | ↗4   | ↘3   |